# Kurt von Ruffin
Kurt von Ruffin (* 28. September 1901 in München; † 14. November 1996 in Berlin) war ein deutscher Sänger und Schauspieler.

## Leben
Der Sohn des bayerischen Offiziers Walther von Ruffin und seiner Ehefrau Olga geb. von Maffei besuchte 1911 bis 1917 das Neue Gymnasium in Würzburg, dann bis zum Abitur 1920 das Wilhelmsgymnasium in München. Anschließend studierte er Gesang bei Eugen Robert Weiss und Wilhelm Rode. 1926 ging er ans Mozarteum in Salzburg, später wurde er auf Empfehlung Toscaninis in Mailand bei Giuseppe Borghi ausgebildet.
1927 erhielt Kurt von Ruffin ein Engagement an der Oper in Magdeburg, danach in Mainz und Nürnberg. Mit der Erfindung des Tonfilms wurde er auch in mehreren Operettenfilmen eingesetzt. Ab 1930 war er am Metropol-Theater in Berlin verpflichtet. Er sang und spielte in den bekannten Operetten wie Die Fledermaus und in Revuen am Theater des Westens.
Nach der  Machtergreifung der Nationalsozialisten hatte Ruffin Kontakte zu der homosexuellen Entourage des SA-Chefs Ernst Röhm und geriet nach dessen Ermordung ins Visier der Gestapo. Aufgrund einer Denunziation wegen seiner Homosexualität wurde er Ende Dezember 1934 verhaftet und zunächst im KZ Columbia-Haus inhaftiert. Anschließend kam er ins KZ Lichtenburg. Durch Intervention des Intendanten Heinz Hilpert wurde er bereits nach wenigen Monaten wieder entlassen und konnte am 13. April 1935 seine Arbeit am Deutschen Theater fortsetzen.
Bis 1936 spielte er in fünf Filmen mit, danach erhielt er angeblich ein Filmverbot. Ruffin spielte noch einige Zeit am Deutschen Theater und ab 1941 am Theater am Nollendorfplatz. 1942 durfte er in der Heinz-Rühmann-Komödie Ich vertraue Dir meine Frau an mitwirken. In dieser Zeit wohnte er in Berlin-Charlottenburg im gleichen Haus, in dem auch die Tänzerin Ilse Meudtner lebte, und das deren Mutter Antonie Meudtner gehörte.
Nach dem Krieg war Kurt von Ruffin weiter in Berlin an der Komischen Oper, am Theater am Kurfürstendamm, am Renaissance-Theater und ab 1984 an den Staatlichen Schauspielbühnen Berlin als Schauspieler und Sänger tätig. Beim Film wurde er nach 1949 nur noch gelegentlich besetzt. Im Jahr 1991 drehte Rosa von Praunheim über Ruffin und zwei andere Zeitzeugen den Dokumentarfilm Stolz und schwul. Über seine Erlebnisse im KZ Lichtenburg berichtete er als einer von drei Zeitzeugen in der Fernsehreportage Wir hatten ein großes A am Bein, die vom NDR und anderen dritten Programmen ausgestrahlt wurde.

## Filmografie
- 1931: Die Faschingsfee
- 1931: Walzerparadies
- 1931: Die Schlacht von Bademünde
- 1931: Bobby geht los
- 1933: Ihre Durchlaucht, die Verkäuferin
- 1933: Schwarzwaldmädel
- 1935: Königswalzer
- 1935: Schwarze Rosen
- 1936: Die Stunde der Versuchung
- 1943: Ich vertraue Dir meine Frau an
- 1944/48: Das kleine Hofkonzert
- 1949: Verspieltes Leben
- 1949: Ich mach dich glücklich
- 1949: Der blaue Strohhut
- 1963: Der Zinker
- 1970: Die Herren mit der weißen Weste
- 1983: Liebelei (Fernsehspiel)
- 1985: Die Dame vom Palace-Hotel
- 1985: Der Unbesiegbare
- 1991: Stolz und schwul

## Hörspiele
- 1991: Edgar Hilsenrath: Das Märchen vom letzten Gedanken – Regie: Peter Groeger (Hörspiel – SFB/HR)